# Рані Хедіра
Рані Хедіра (нім. Rani Khedira, нар. 27 січня 1994, Штутгарт, Німеччина) — німецький футболіст туніського походження, центральний півзахисник берлінського «Уніона».

## Ігрова кар'єра

### Клубна
Рані Хедіра народився у Штутгарті і займатися футболом почав в академії місцевого футбольного клубу «Штутгарт». У жовтні 2012 року Рані був переведений до першої команди, а вже у січні 2013 року підписав з клубом перший контракт до 2015 року.
1 вересня 2013 року Хедіра дебютував у матчах першої команди, коли вийшов на заміну у поєдинку Бундесліги проти «Гоффенгайм 1899».

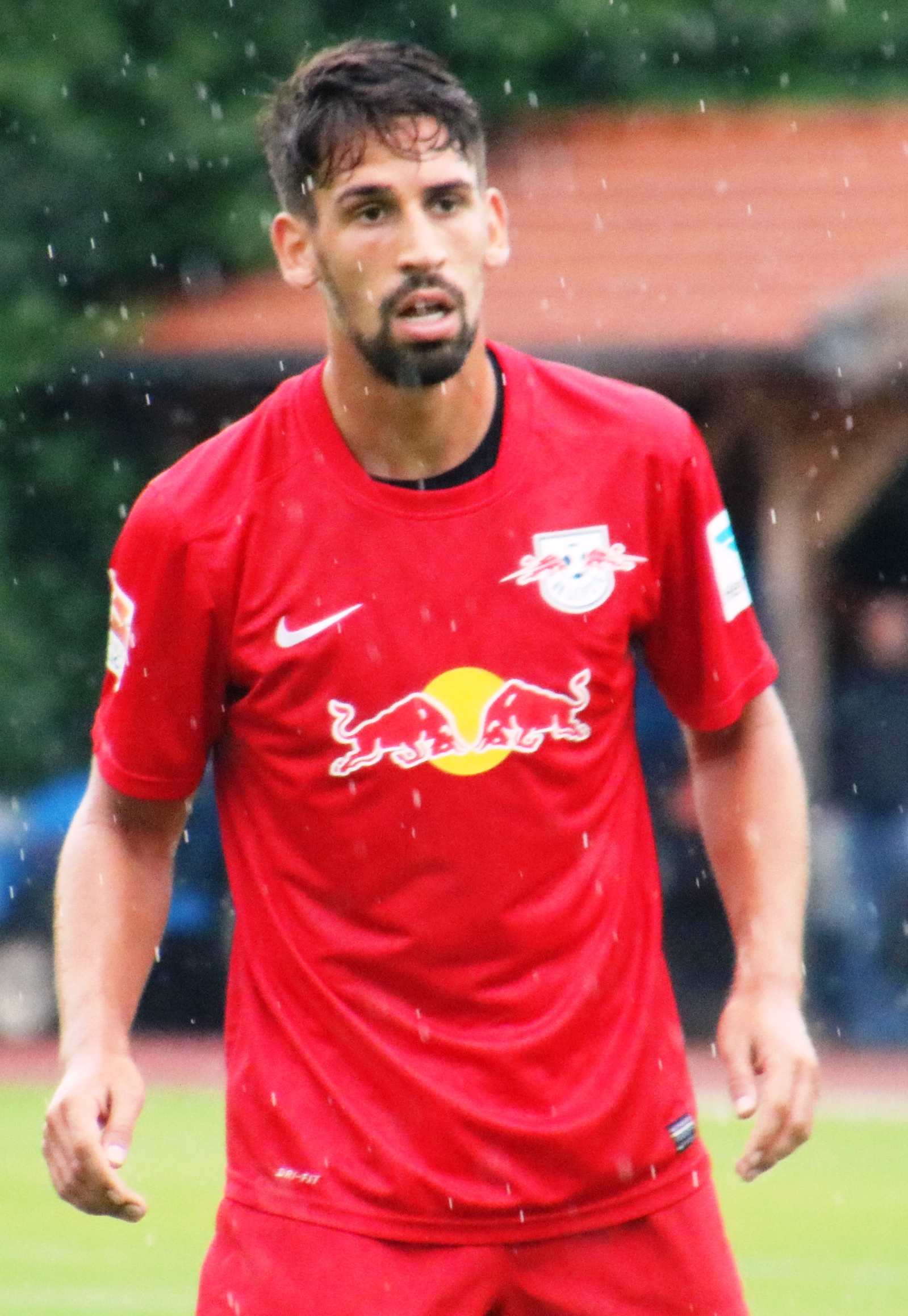
Рані Хедіра у складі «РБ Лейпциг»

Перед початком сезону 2014/15 Хедіра перейшов до стану «РБ Лейпциг», з яким підписав трирічний контракт. Та до основи клубу футболіст зміг пробитися лише у сезоні 2016/17, коли разом з клубом став віце - чемпіоном Німеччини та виборов право на участь у Лізі чемпіонів. Але в кінці сезону 2016\17 стало відомо, що «Лейпциг» не буде продовжувати контракт з Хедірою. І новий сезон Рані почав у клубі «Аугсбург», куди перейшов як вільний агент.
Влітку 2021 року також після завершення контракту з «Аугсбургом» Рані Хедіра приєднався до столичного «Уніона», з яким зіграв свої перші матчі в єврокубках. А в сезоні 2022/23 виборов місце в груповому етапі Ліги чемпіонів.

### Збірна
З 2009 року Рані Хедіра виступав за юнацькі збірні Німеччини. У 2011 році він взяв участь у чемпіонаті світу (U-17), де його команда посіла третє місце.
Маючи туніське коріння, Рані Хедіра міг виступати за національну збірну Тунісу але він відхилив пропозицію туніської федерації футболу.

## Досягнення
Німеччина (U-17)
 Чемпіонат світу (U-17): 2011

## Особисте життя
Рані Хедіра народився у Штутгарті у родині тунісця і німкені. Його старший брат - Самі Хедіра колишній футболіст, відомий своїми виступами з мадридський «Реал», «Ювентус» та національну збірну Німеччини.